# Президентські вибори в Пакистані 2013
Вибори президента Пакистану 2013 року — 12-ті багатоступеневі президентські вибори, які відбулися 30-го липня 2013 року. На цих виборах 11-й президент Пакистану Асіф Алі Зардарі відмовився балотуватися на другий термін через поразку його партії на парламентських виборах у травні цього ж року, про це він заявив 2 червня на одному з національних каналів Пакистану. Спочатку колегією виборників дата була призначена на 6 серпня, але Верховний суд Пакистану зобов'язав провести вибори 30 липня (на тиждень раніше), у зв'язку зі збігом дати виборів з кінцем священного місяця Рамадан, коли багато пакистанців збираються здійснити паломництво до Саудівської Аравії. У ході голосування 12-им президентом Пакистану обрано Мамнуна Хусейна, кандидата від Пакистанської мусульманської ліги.

## Кандидати

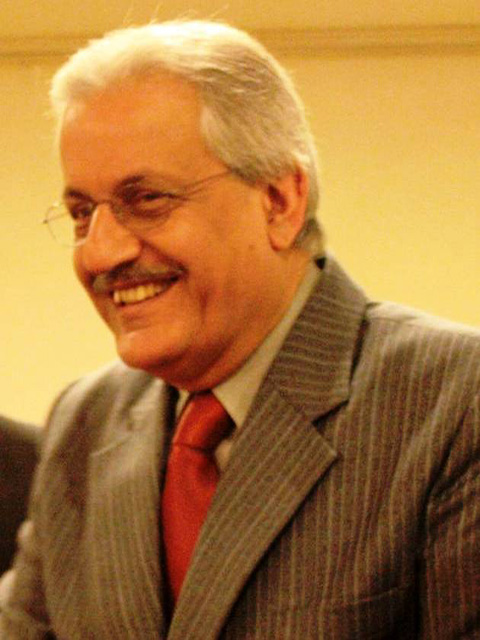
Раза Раббані — кандидат від Пакистанської народної партії

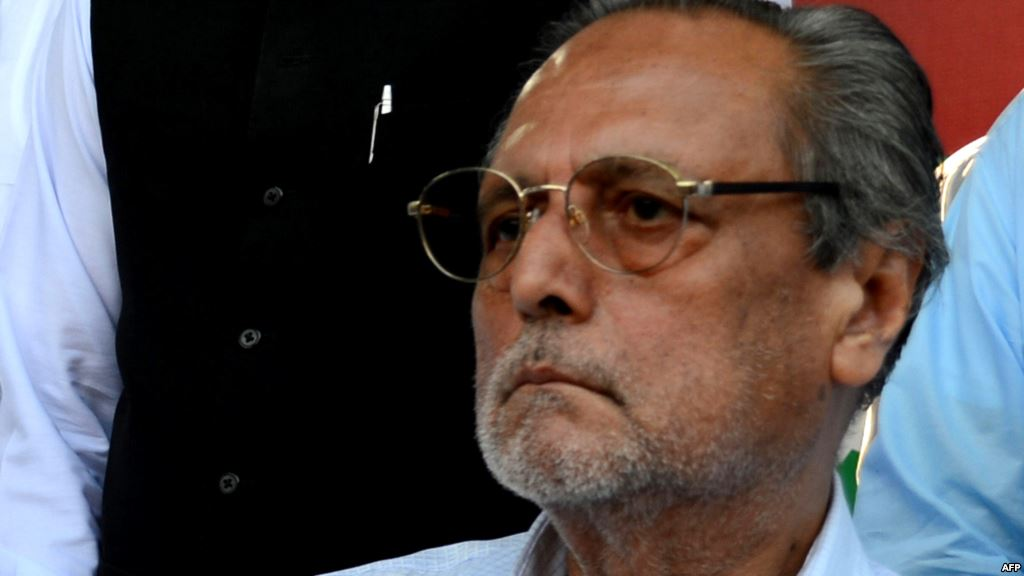
Ваджихудін Ахмед — кандидат від партії Техрік-е-Інсаф

У перегонах брали участь більше 20 кандидатів від різних партій, зокрема: від Пакистанської мусульманської ліги (Н) кандидатом було представлено колишнього губернатора провінції Сінд Мамнун Хусейна. Від Пакистанської народної партії кандидатом у президенти було висунуто сенатора Раза Раббані, а від партії Техрік-е-Інсаф — колишнього суддю Верховного суду Пакистану Ваджихудін Ахмеда. Ці три кандидатури на посаду президента Пакистану вважалися фаворитами, з-поміж багатьох інших.

## Бойкот
26 липня 2013 Пакистанська народна партія оголосила бойкот майбутнім президентським виборам, пізніше до неї приєдналася й інші партії (NNP і BNP). Причиною бойкоту стало те, що Верховний суд Пакистану ухвалив рішення про зміну дати виборів без консультацій з усіма сторонами-учасниками майбутніх перегонів.

## Колегія виборників
Колегію виборників Пакистану було утворено із шести провідних органів країни:
- Сенату Пакистану,
- Національної асамблеї Пакистану,
- провінційної асамблеї Пенджабу,
- провінційної асамблеї Сінда,
- провінційної асамблеї Белуджистану,
- провінційної асамблеї Хайбер.

## Таблиця рейтингу кандидатів-фаворитів
| Виборники                         | Мамнун Хусейн | Раза Раббані | Ваджихудін Ахмед | Разом |
| --------------------------------- | ------------- | ------------ | ---------------- | ----- |
| Національна Асамблея              | 186           | 42           | 35               | 340   |
| Сенат                             | 15            | 39           | 0                | 104   |
| Провінційна асамблея Пенджабу     | 304           | 7            | 26               | 370   |
| Провінційна асамблея Сінда        | 6             | 90           | 4                | 168   |
| Провінційна асамблея Белуджистану | 18            | 0            | 0                | 65    |
| Провінційна асамблея Хайбера      | 16            | 4            | 45               | 124   |
| Разом                             | 283           | 119          | 65               | 704   |